# Helmegau

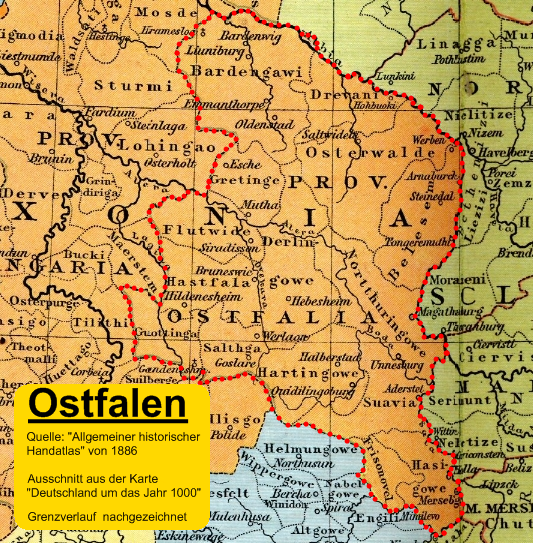
Helmingau (Helmungowe) (Süden)

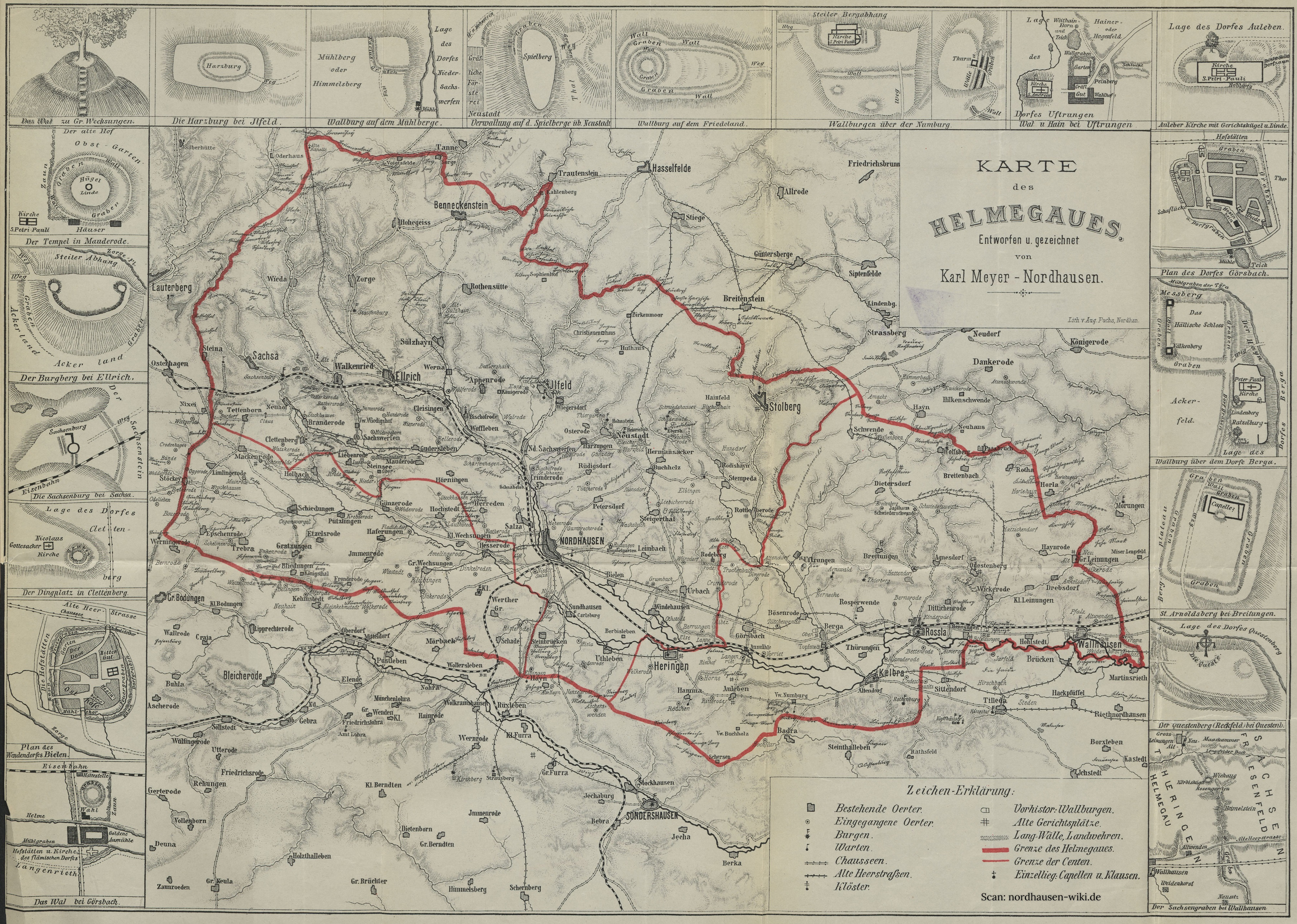
Karte vom Helmegau

Der Helmegau, auch Helmungowe genannt, war eine mittelalterliche Gaugrafschaft am Südostrand des Mittelgebirges Harz.

## Lage des Helmegau
Er umfasst ungefähr das obere Einzugsgebiet der Helme, westlich des Sachsengrabens, also oberhalb von Martinsrieth bei Sangerhausen. Nach der Karte gehört zum Helmegau zwischen Martinsrieth und etwa Voigtstedt nur noch die südwestliche Hälfte (rechts des damals sumpfigen unüberquerbaren Helmerieds), einschließlich des Einzugsgebietes des Wolwedabaches-Kleine Helme. Die linke nordöstliche Hälfte dieses Teils des Einzugsgebietes unterhalb von Martinsrieth gehörte zum Friesenfeld („Frisonovel“), welches die Einzugsgebiete der Helmezuflüsse Gonna und Rohne vollständig einschließt und bis ans nördliche Ufer der Unstrut unterhalb von Kalbsrieth reicht.
Einen weiteren Gau der Goldenen Aue bildet der Nabelgau, welcher den gesamten Einzugsbereich des linken Unstrutufers zwischen dem Unstrutdurchbruch der Hainleite (Thüringer Pforte) bei Sachsenburg bis etwa zwischen Artern und Ritteburg umfasst, also die „Esperstädter Wiesen“ einschließlich des gesamten Einzugsgebietes der Kleinen Wipper (Bad Frankenhausen) mit ihren Zuflüssen Badraer Bach, Thaleber Bach und Rodegraben-Siedebach (Bendeleben), einschließlich des Kyffhäuserbachs bei Ichstedt und Borxleben.
Eine genaue Begrenzung all dieser Gaue ist nicht möglich, da die Gaugrenzen in dieser Zeit oft nur kurze Zeit bestanden. Des Weiteren mangelt es an historischen Nachweisen.
In letztgenanntem Artikel wird auch von einem Zorgegau berichtet, welcher einen großen Teil des oberen Helmeeinzugsgebietes erfasste; vor allem die Zuflüsse, welche vom Harz in die Aue führen, wie die Zorge, (einschließlich Wieda, Uffe (Sachsengraben) und Bere) und Ichte (einschließlich Steina), und so den Helmegau nur auf das damals noch sumpfige Tiefland der Goldenen Aue beschränken. Dieser Zorgegau ist aber nicht in der oben genannten Karte erfasst, sondern ein Teil des gesamten Einzugsgebietes umfassenden Helmegaus.

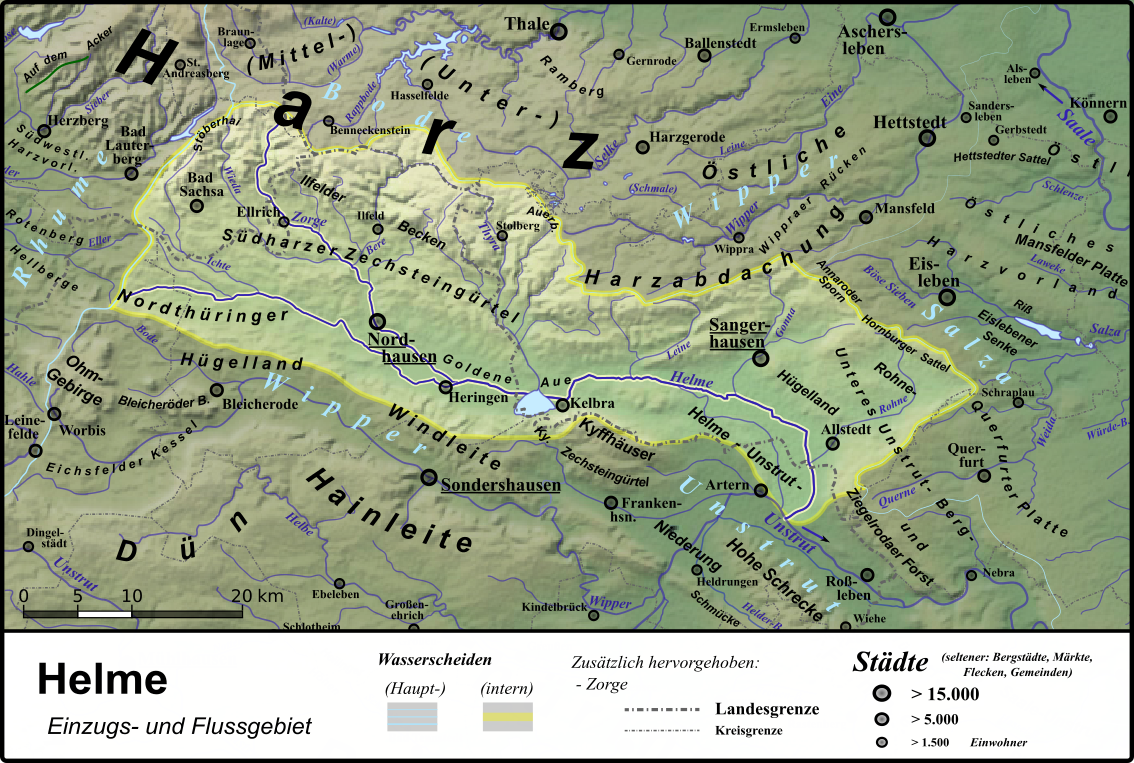
Einzugsgebiet der Helme

Das Einzugsgebiet der Helme und des Helemegaus umfasst also neben der Helme die Harzflüsse Steina, Ichte, Uffe, Sachsengraben (Bad Sachsa), Wieda, Zorge, Bere (Zorge), Thyra, Krebsbach, Haselbach und Nase, Leine (Bennungen), wobei der obere Einzugsgebiet der Bennunger Leine (oberhalb von Grossleinungen) dem Friesenfeld zuzuschreiben ist.
Von der Südseite der Goldenen Aue, also nördlich der Windleite und des Kyffhäusergebirges kommen wenige Helme-Zuflüsse, einer dieser wenigen Nebenbäche ist beispielsweise die Wolweda, auch Walweda oder Pfüffeler Bach genannt. Dieses Fließgewässer entspringt im Kyffhäusergebirge und durchfließt Tilleda. Schließlich mündet es bei Hackpfüffel in die kleine Helme, einen Nebenarm der Helme.
Westlich und am südwestlichen Rand der Goldenen Aue fließen folgende nennenswerte Fließgewässer der Helme zu:
- Ohe (durchfließt Epschenrode, Mündung bei Schiedungen)
- Bliedebach (durchfließt Friedrichsthal, Mündung zwischen Schiedungen und Pützlingen)
- Haferbach (durchfließt Immenrode, streift Haferungen, Mündung an der Flarichsmühle)
- Röstegraben (durchfließt Großwechsungen, Mündung bei Kleinwechsungen)
- Riedgraben (auch Schatebach, durchfließt Schate, streift Steinbrücken, Mündung bei Uthleben)
- Zorge (Mündung bei Heringen)
- Goldbornbach (Mündung bei Heringen/Helme)
- Hammaer Bach, über Flutgraben (durchfließt Hamma, Mündung Aumühle)
- Sole (durchfließt Kelbra), gemeinsam mit dem Siechengraben (durchfließt Sittendorf; Mündung zwischen Thürungen und Kelbra)

Nachbargaue und nahe Gaue des Helmegaus waren: Harzgau (Norden), Friesenfeld und Hassegau (beide im Osten), Nabelgau (Südosten), Altgau (Süden), Wippergau (Südwesten). Ohmfeldgau und Liesgau (Westen).

## Geschichte
Schriftlich erwähnt wurde der Helmegau im Jahre 802 in einer Urkunde Karls des Großen, in welchem der Abtei Hersfeld 2 Güter verliehen wurden, eines davon im Helmegau.
Gaugerichte des thüringischen Helmegau befanden sich vor dem Siechenthore zu Nordhausen, im eingegangenen Dorfe Lichtenfelde bei Mackenrode und in Großwechsungen (Gerichtsverhandlung in XXX. 801). Gaugerichtsplätze waren runde aufgeschüttete Erdhügel, die mit einer Linde bepflanzt waren und noch in Großwechsungen (das Wahl) und in Clettenberg (der Tempel) vermutet werden.
Gaugrafen waren:
- Wilhelmus (I. von Weimar) 961, 965
- Christianus (Markgraf der Lausitz), 970
- Kizo 977
- Erpo 980
- Wilhelmus (II. von Weimar) 985
- im 12. und 13. Jahrhundert die Grafen v. Clettenberg

## Zorgegau
Im Jahre 927 werden Woffleben und Gundersleben im Zorgegau erwähnt.